# フクロトジ
フクロトジは、よしもとクリエイティブ・エージェンシー・東京本部に所属のお笑いコンビである。2006年6月に「ともぐい」から改名。2013年10月に解散。

## メンバー
- 山口 健治（やまぐち けんじ、1980年3月18日 - 、神奈川県平塚市出身、血液型A型）

かつては「けんちゃん」名義での活動もあった。
元々は現・マキシマムパーパーサムとトリオを組んでいた。NSC東京6期生。
「ちぎり」というトリオで活動していた。（2002年11月に解散。）以前は「けんじる」という芸名だった。
ステージには御坊茶魔（おぼっちゃまくん）のような髪型で出演する。
元JAの職員であり、このことは相方の台詞にも出てくることがある。
2008年末、企画ロケ「高い所から傘をさして飛んだら パラシュートのようになるのか」で複数個所を骨折し2か月治療と入院5か月、その後のリハビリを経て2009年5月末に復帰。
現在はけんじる名義でピン芸人として活動。
- 川口 徹道（かわぐち てつみち、1981年6月9日 - 、東京都練馬区出身、血液型A型）

かつては「てっちゃん」名義での活動もあった。
「ヤンチャリカン」というコンビで活動していた。以前は「かじきマグロ」という芸名だった。
彦摩呂のモノマネが得意。NSC東京7期生。
吉村崇（平成ノブシコブシ）と、久保田賢治（5GAP）と一緒に住んでいたことがある。
全く彼女が出来なく、あるときニューハーフにドキドキしてしまったため、「自分はゲイではないか？」と思い、同居人の吉村のシャワーをのぞいたことがある。しかしドキドキもしなかったので「自分はゲイではない」と思ったが吉村に見つかってしまい、それから吉村にゲイだといじられつづけている。
母親から「あんたには8分の1ロシアの血が入っている」と電話で言われた事を『AGE AGE LIVE』で明かした。（以前に10月26日にTwitterで呟いている）
パスポートを申請する為に必要な戸籍謄本を見たら、自分が養子だったことが判明（実父は母親の前夫）。
フジファブリックが好きである。
昔地元の後輩である菅良太郎（パンサー）の妹と付き合っていた。
現在はてつみち名義でピン芸人として活動。一時徹道に改名したが、戻している。
千原ジュニア（千原兄弟）に可愛がられており、天然ボケのエピソードをしばしばネタにされている。

## 概要・芸風
- 『あなたの街に“住みます”プロジェクト』で、埼玉県2代目“住みます”芸人に就任[3]。
- けんちゃんがショートギャグを演じた後、てっちゃんが旗（両面には「ふくろとじ」と「がんばれけんちゃん」という文字が入っている）を振って「がんばれ、がんばれ、けんちゃん。」と言ってツッコミや茶化しのセリフなどを入れるのが主なもの。この他、てっちゃんの彦摩呂の物真似を中心としたショートコントも行う。
- てっちゃん曰く自分達は「ボケ」と「サポート」。
- 最近では漫才も披露している。
- 2012年12月14日、ひらがな表記の「ふくろとじ」から、カタカナ表記の「フクロトジ」に変更。同時に芸名も「けんじ」、「てつみち」から本名にした[1]。
- 2013年10月10日、両者のブログにて2013年10月末日を以ってのコンビ「フクロトジ」の解散、ならびに山口はけんじる、川口はてつみちとしてそれぞれピン芸人として活動することを発表[4]。

## テレビ

### バラエティ
- 爆笑レッドカーペット（フジテレビ、第3回に出演） - キャッチコピーは「開けてビックリ!」
- 爆笑ピンクカーペット（フジテレビ、第1回と2回に出演。キャッチコピーは『レッドカーペット』と同じ）
- エンタの神様（日本テレビ） - キャッチコピーは「破れかぶれの応援歌」
- 本番で〜す!（テレビ東京、2007年8月18日）
- お笑いDynamite!（TBSテレビ、2007年12月28日） - キャッチコピーは「彦摩呂もお薦め！」、「笑いの宝石箱や～」（てっちゃんのみ）
- 快感MAP（テレビ朝日系、2008年1月28日） - 番組内の企画ライブの前説として出演
- 平成ノブシコブシの破天荒ダメだし!（GyaO、2008年6月30日）
- ウンナン極限ネタバトル! ザ・イロモネア 笑わせたら100万円（TBSテレビ） - 「ゴールドラッシュ」に出演。3週目敗退。
- お笑いメリーゴーランド（TBSテレビ）
- 芸能人こだわり王講座 イケタク（フジテレビ、2009年8月3日～2009年8月5日）、ペナルティ・ヒデ「バーベキュー」ロケ部分
- U・LA・LA@7（TOKYO MX、2009年8月18日） - 「よしもとうららちゃん」コーナー
- あらびき団（TBSテレビ、2009年11月11日）

### テレビドラマ
- 24時間あたためますか?〜疾風怒涛コンビニ伝〜（日本テレビ、2008年3月15日） - コンビニの店長 役